# Рурална географија
Рурална географија је географска дисциплина, део друштвене географије. Назива се још и географија сеоских насеља.
Она се бави проучавањем географских и других фактора који утичу на постанак, развој и основну функцију (пољопривредних) сеоских насеља. Издваја и проучава типове села катрактеристичне за одређене рејоне и државе, закономерности њиховог размештаја и територијалног груписања, везе са околином, а посебно са градских срединама.